# Jarogniew Wojciechowski
Jarogniew Zdzisław Wojciechowski (ur. 5 listopada 1922 w Poznaniu, zm. 24 sierpnia 1942 w Dreźnie) – polski męczennik II wojny światowej, błogosławiony Kościoła rzymskokatolickiego.

## Życiorys
Wychowanek Salezjańskiego Oratorium w Poznaniu. Był ministrantem, należał do  organizacji "Wojsko Ochotnicze Ziem Zachodnich". Udzielał się muzycznie, grał na fortepianie, śpiewał w chórze, a także komponował utwory muzyczne. Występował jako aktor amator. Walczył w bitwie nad Bzurą, a po przegranej pod Kutnem wrócił do Poznania. Aresztowany przez gestapo 23 września 1940 roku, razem z Edwardem Kaźmierskim, Czesławem Jóźwiakiem, Edwardem Klinikiem i Franciszkiem Kęsym trafił do więzienia gestapo w Domu Żołnierza, następnie do niemieckiego obozu w Forcie VII i więzienia przy ulicy Młyńskiej.
16 listopada 1940 przewieziony został do Wronek, a na koniec trafił do więzienia w Berlinie (23 kwietnia 1941). Z wyrokiem śmierci wydanym 1 sierpnia 1942 oczekiwał egzekucji w Dreźnie.

W liście pożegnalnym napisał:

Uczucia w każdej chwili Twego życia powierzaj tylko Jezusowi i Maryi, bo w nich znajdziesz ukojenie. Ludzi nie przeceniaj zbyt w dobrym ani w złym.

Beatyfikował go papież Jan Paweł II w gronie 108 polskich męczenników 13 czerwca 1999.